# Hebius xenura
Hebius xenura är en ormart som beskrevs av Wall 1907. Hebius xenura ingår i släktet Hebius och familjen snokar. Inga underarter finns listade i Catalogue of Life.
Arten förekommer i delstaten Assam i Indien. Honor lägger ägg.